# La Cruz, Otumba
La Cruz är en ort i kommunen Otumba i delstaten Mexiko i Mexiko. Samhället hade 158 invånare vid folkräkningen år 2020.